# Joachim Oelhaf
Joachim Oelhaf (* 12. Dezember 1570 in Danzig; † 20. April 1630) war ein deutscher Arzt.

## Leben
Joachim Oelhaf, Verwandter des Peter Oelhaf, wurde am 12. Dezember 1570 in Danzig geboren. In seiner Heimatstadt erhielt er eine Schulausbildung. Nachdem er mehrere Universitäten besucht hatte, wurde er im Jahr 1600 an der Universität Montpellier zum Doktor ernannt. Kurz darauf wurde er Professor der Anatomie an einem Gymnasium in Danzig. Später wurde er zusätzlich noch Stadtphysikus sowie Leibarzt des Sigismund III. Wasa. Am 20. April 1630 verstarb Oelhaf.

## Werke
- Trias problematum physiologicorum (1615)